# Immortale Dei
Immortale Dei est une encyclique émise par le pape Léon XIII le 1er novembre 1885, qui concerne les relations entre l'Église et l'État.

## Argumentaire
Le pape y condamne l'indifférentisme religieux, le laïcisme, et souligne le devoir de l'État de rendre un culte public à Dieu selon la religion catholique :

« De même qu'il n'est permis à personne de négliger ses devoirs envers Dieu, et que le plus grand de tous les devoirs est d'embrasser d'esprit et de cœur la religion, non pas celle que chacun préfère, mais celle que Dieu a prescrite et que des preuves certaines et indubitables établissent comme la seule vraie entre toutes, ainsi les sociétés politiques ne peuvent sans crime se conduire comme si Dieu n'existait en aucune manière, ou se passer de la religion comme étrangère et inutile, ou en admettre une indifféremment selon leur bon plaisir. »

Il réaffirme la distinction entre la « puissance civile » et la « puissance ecclésiastique » :

« Il est donc nécessaire qu'il y ait entre les deux puissances un système de rapports bien ordonné, non sans analogie avec celui qui, dans l'homme, constitue l'union de l'âme et du corps. […] Ainsi, tout ce qui dans les choses humaines est sacré à un titre quelconque, tout ce qui touche au salut des âmes et au culte de Dieu, soit par sa nature, soit par rapport à son but, tout cela est du ressort de l'autorité de l'Église. Quant aux autres choses qu'embrasse l'ordre civil et politique, il est juste qu'elles soient soumises à l'autorité civile, puisque Jésus-Christ a commandé de rendre à César ce qui est à César, et à Dieu ce qui est à Dieu. »

## Postérité
Avec Libertas Praestantissimum et Diuturnum du même pape Léon XIII, elle est considérée comme l'une des grandes encycliques politiques de la fin du XIXe siècle,.
Elle est citée dans le Catéchisme de l'Église catholique, au chapitre sur l'autorité (Article 2 - Participation à la vie sociale), pour rappeler que « Toute communauté humaine a besoin d'une autorité qui la régisse. ».